# Bisdom Campo Mourão
Het bisdom Campo Mourão (Latijn: Dioecesis Campi Moranensis) is een rooms-katholiek bisdom met als zetel Campo Mourão, in Brazilië. Het bisdom is suffragaan aan het aartsbisdom Maringá.

## Geschiedenis
Het bisdom werd opgericht op 20 juni 1959, uit delen van de territoriale prelatuur Foz do Iguaçu, en was suffragaan aan het aartsbisdom Curitiba. Op 31 oktober 1970 wisselde het van kerkprovincie en werd suffragaan aan het aartsbisdom Londrina. Op 16 oktober 1979 wisselde het nogmaals van kerkprovincie en werd suffragaan aan het aartsbisdom Maringá. 

## Parochies
Het bisdom had in 2021 een oppervlakte van 11.924 km2 en telde 349.145 inwoners waarvan 99,4% rooms-katholiek was.

## Bisschoppen
- Elizeu Simões Mendes (17 oktober 1959 - 3 december 1980)
- Virgílio de Pauli (8 mei 1981 - 21 februari 1999)
- Mauro Aparecido dos Santos (21 februari 1999 - 31 oktober 2007; coadjutor sinds 27 mei 1998)
- Francisco Javier Del Valle Paredes (24 december 2008 - 6 december 2017)
- Bruno Elizeu Versari (6 december 2017 - heden; coadjutor sinds 19 april 2017)

Maringá (aartsbisdom) · Campo Mourão · Paranavaí · Umuarama